# Tid'n lid
Tid'n lid är ett album av den svenske reggaegruppen Glesbygd'n, släppt den 17 april 2009 i Sverige.

## Låtlista
1. Vors brinn'e
2. Betong
3. Heller dö
4. Apati
5. Ta allt
6. Alienation
7. Grönöga ve Martin Nurmi
8. Giftet i din brunn
9. Tjufiirsju
10. Áigi ve Simon Issát Marainen